# Едгин
«Едгин» (англ. Erewhon) — утопический роман английского писателя Сэмюэла Батлера, опубликованный анонимно в 1872 году. Название книги представляет собой анаграмму слова «Nowhere» (англ. «Нигде»), что отсылает к традиции утопической литературы, начиная с произведения Томаса Мора «Утопия».

## Сюжет
Главный герой романа, путешественник, попадает в вымышленную страну Едгин, расположенную в отдалённой части мира. Он обнаруживает, что её общество имеет необычные законы и моральные устои. В отличие от европейской цивилизации XIX века, жители Едгина считают болезни преступлением, а моральные проступки — поводом для лечения. Технологии в их обществе запрещены, так как считается, что машины обладают сознанием и могут в будущем подчинить себе людей.
В ходе своего пребывания герой сталкивается с философскими и социальными парадоксами, которые позволяют автору сатирически осмыслить викторианские ценности, религию и научный прогресс.

## Темы и значение
Роман является острой сатирой на общественные порядки викторианской Англии. Батлер критикует слепое поклонение прогрессу, двуличие религиозных институтов и несправедливость судебной системы. Книга также предвосхищает идеи технофобии и искусственного интеллекта, рассматривая машины как потенциальную угрозу для человечества.

## Влияние и наследие
«Едгин» оказал значительное влияние на развитие утопической и антиутопической литературы. Его идеи перекликаются с более поздними произведениями, такими как «Мы» Евгения Замятина, «О дивный новый мир» Олдоса Хаксли и «1984» Джорджа Оруэлла. 